# Zaseka
Zaseka ali zaska je tradicionalna slovenska zabela, ki se lahko uporablja tudi kot namaz.
Zaseka se pripravi iz prekajene ali sveže slanine, ki se nareže na koščke in nato zmelje v mesoreznici. Svežo slanino je treba pred mletjem skuhati, pri dimljeni pa to ni potrebno. Masi se doda nastrgan česen in sol po okusu. S tako zmešano maso se napolnijo posodice, nato pa se jo prelije z raztopljeno mastjo, pri čemer je treba paziti, da so zapolnjene vse luknjice, saj se drugače zaseka lahko pokvari. Ponekod so skupaj z zaseko v posode zlagali tudi meso. Temu mesu pravimo meso iz tünke.

## Vrste zaseke
- Gorenjska zaseka
- Pomurska zaseka
- Štajerska zaseka